# Nummer 1-hits in de Billboard Hot 100 in 1958
Deze hits stonden tot en met 2 augustus 1958 op nummer 1 in Billboards Best Sellers In Stores hitlijst en vanaf 9 augustus 1958 in de Billboard Hot 100.
| Datum        | Artiest                       | Titel                           |
| ------------ | ----------------------------- | ------------------------------- |
| 4 januari    | Pat Boone                     | April love                      |
| 11 januari   | Danny & the Juniors           | At the hop                      |
| 18 januari   | Danny & the Juniors           | At the hop                      |
| 25 januari   | Danny & the Juniors           | At the hop                      |
| 1 februari   | Danny & the Juniors           | At the hop                      |
| 8 februari   | Danny & the Juniors           | At the hop                      |
| 15 februari  | Elvis Presley                 | Don't / I beg of you            |
| 22 februari  | Elvis Presley                 | Don't / I beg of you            |
| 1 maart      | Elvis Presley                 | Don't / I beg of you            |
| 8 maart      | Elvis Presley                 | Don't / I beg of you            |
| 15 maart     | Elvis Presley                 | Don't / I beg of you            |
| 22 maart     | The Champs                    | Tequila                         |
| 29 maart     | The Champs                    | Tequila                         |
| 5 april      | The Champs                    | Tequila                         |
| 12 april     | The Champs                    | Tequila                         |
| 19 april     | The Champs                    | Tequila                         |
| 26 april     | The Platters                  | Twilight time                   |
| 3 mei        | David Seville                 | Witch doctor                    |
| 10 mei       | David Seville                 | Witch doctor                    |
| 17 mei       | The Everly Brothers           | All I have to do is dream       |
| 24 mei       | The Everly Brothers           | All I have to do is dream       |
| 31 mei       | The Everly Brothers           | All I have to do is dream       |
| 7 juni       | The Everly Brothers           | All I have to do is dream       |
| 14 juni      | Sheb Wooley                   | The purple people eater         |
| 21 juni      | Sheb Wooley                   | The purple people eater         |
| 28 juni      | Sheb Wooley                   | The purple people eater         |
| 5 juli       | Sheb Wooley                   | The purple people eater         |
| 12 juli      | Sheb Wooley                   | The purple people eater         |
| 19 juli      | Sheb Wooley                   | The purple people eater         |
| 26 juli      | Elvis Presley                 | Hard headed woman               |
| 2 augustus   | Elvis Presley                 | Hard headed woman               |
| 9 augustus   | Ricky Nelson                  | Poor little fool                |
| 16 augustus  | Ricky Nelson                  | Poor little fool                |
| 23 augustus  | Domenico Modugno              | Volare (Nel blu dipinto di blu) |
| 30 augustus  | The Elegants                  | Little star                     |
| 6 september  | Domenico Modugno              | Volare (Nel blu dipinto di blu) |
| 13 september | Domenico Modugno              | Volare (Nel blu dipinto di blu) |
| 20 september | Domenico Modugno              | Volare (Nel blu dipinto di blu) |
| 27 september | Domenico Modugno              | Volare (Nel blu dipinto di blu) |
| 4 oktober    | Tommy Edwards                 | It's all in the game            |
| 11 oktober   | Tommy Edwards                 | It's all in the game            |
| 18 oktober   | Tommy Edwards                 | It's all in the game            |
| 25 oktober   | Tommy Edwards                 | It's all in the game            |
| 1 november   | Tommy Edwards                 | It's all in the game            |
| 8 november   | Tommy Edwards                 | It's all in the game            |
| 15 november  | Conway Twitty                 | It's only make believe          |
| 22 november  | The Kingston Trio             | Tom Dooley                      |
| 29 november  | Conway Twitty                 | It's only make believe          |
| 6 december   | The Teddy Bears               | To know him, is to love him     |
| 13 december  | The Teddy Bears               | To know him, is to love him     |
| 20 december  | The Teddy Bears               | To know him, is to love him     |
| 27 december  | The Chipmunks & David Seville | The Chipmunk song               |

1940 ·
1941 · 
1942 ·
1943 ·
1944 ·
1945 ·
1946 ·
1947 ·
1948 ·
1949 ·
1950 ·
1951 ·
1952 ·
1953 ·
1954 ·
1955 ·
1956 ·
1957 ·
1958 ·
1959 ·
1960 ·
1961 ·
1962 ·
1963 ·
1964 ·
1965 ·
1966 ·
1967 ·
1968 ·
1969 ·
1970 ·
1971 ·
1972 ·
1973 ·
1974 ·
1975 ·
1976 ·
1977 ·
1978 ·
1979 ·
1980 ·
1981 ·
1982 ·
1983 ·
1984 ·
1985 ·
1986 ·
1987 ·
1988 ·
1989 ·
1990 ·
1991 ·
1992 ·
1993 ·
1994 ·
1995 ·
1996 ·
1997 ·
1998 ·
1999 ·
2000 ·
2001 ·
2002 ·
2003 ·
2004 ·
2005 ·
2006 ·
2007 ·
2008 ·
2009 ·
2010 ·
2011 ·
2012 ·
2013 ·
2014 ·
2015 ·
2016 ·
2017 ·
2018 ·
2019 ·
2020 ·
2021 ·
2022 ·
2023
- Noorwegen
- Verenigd Koninkrijk
- Verenigde Staten (Hot 100)